# Luxemburgse Grondwet
De Luxemburgse Grondwet (Frans:  Constitution du Grand-Duché de Luxembourg) werd aangenomen op 17 oktober 1868.
De grondwet bepaalt dat het Groothertogdom Luxemburg een democratische, vrije, onafhankelijke en ondeelbare staat is.
Het document legt de uitvoerende macht bij de Groothertog van Luxemburg en de regering en de wetgevende macht bij het unicamerale parlement, de Kamer van Afgevaardigden.
De grondwet is vrij vaak geamendeerd geweest. Een eerste maal werd de grondwet gewijzigd in 1919 om de soevereiniteit te verleggen van de monarch naar de natie. In 1948 werd de politieke neutraliteit afgeschaft.
De oorspronkelijke procedure om de grondwet te wijzigen (bepaald in artikel 114) leek sterk op die van de Belgische Grondwet: een verklaring tot herziening van de grondwet leidde automatisch tot Kamerontbinding en verkiezingen, waarna de nieuwe Kamer over de herziening kon beslissen. Sinds 2003 is de procedure vereenvoudigd en zijn twee stemmingen met gekwalificeerde meerderheid nodig.
Sinds 2005 werd gewerkt aan een nieuwe grondwet. Het ontwerp was in 2018 klaar, maar stootte alsnog op verzet van de meerderheidspartij. De bestaande grondwet blijft van kracht en wordt stapsgewijs gewijzigd.